# Бора под окупацијом
Бора под окупацијом је српски телевизијски филм из 2007. године. Режирао га је Миливоје Мишко Милојевић, а сценарио је написао Јован Радуловић.

## Радња
Документарна драма Бора под окупацијом бави се мање познатим детаљима из живота славног српског романсијера и драматичара Борисава Станковића за време аустроугарске окупације Србије 1916—1918. године. Вративши се из интернације Борисав Станковић на позив хрватског књижевника Милана Огризовића, тадашњег уредника Београдских новина, пристаје да сарађује за литерарни подлистак тих окупацијских новина попут многих ондашњих угледних српских писаца и интелектуалаца. Али за разлику од њих, Бора Станковић ће после рата скупо платити ову своју колаборацију. Иако никада није суђен због ове сарадње, у тадашњој српској јавности Бора Станковић ће бити прокажен као колаборациониста. Све до своје смрти 1927. године, овај писац тамних вилајета људске душе носиће на својим плећима мучни терет моралне осуде јавности. Београдска чаршија никада није заборавила Борину колаборацију. Или је, тој осуди разлог био сасвим други? Сарађујући у литерарном подлиску Београдских новина Борисав Станковић је без длаке на језику описивао понашања својих суграђана под аустроугарском окупацијом. Многима то није било право, а чаршија таквом даровитом сведоку никада не заборавља, а још мање прашта. ТВ филм Бора под окупацијом није само прича о окупацијским данима Борисава Станковића. То је у исти мах и прича о односу два писца. Једном бескрајно даровитом, али немоћном и у невољи и другом, скромног и скученог дара, али моћном и власном да расположе животима других. Однос ова два човека, Борисава Станковића и Милана Огризовића прераста њихову интимну и људску драму два уметника и постаје општа метафора односа власти и уметника.

## Улоге
| Глумац               | Улога             |
| -------------------- | ----------------- |
| Небојша Љубишић      | Борисав Станковић |
| Драган Мићановић     | Милан Огризовић   |
| Анита Манчић         | Гина Станковић    |
| Небојша Ђорђевић     |                   |
| Светислав Гонцић     | Петар Кочић       |
| Димитрије Илић       |                   |
| Бранко Јеринић       |                   |
| Срђан Јовановић      |                   |
| Петар Краљ           | Пиљар Јаков       |
| Саша Кузмановић      |                   |
| Ђорђе Марковић       | Мане Тртица       |
| Владислав Михаиловић |                   |
| Небојша Миловановић  |                   |
| Милена Павловић      | госпођа Ђорђевић  |
| Павле Пекић          |                   |
| Бранислав Платиша    |                   |
| Андреј Шепетковски   | Иво Андрић        |
| Александра Симић     |                   |
| Новак Симић          |                   |
| Феђа Стојановић      |                   |
| Лазар Стругар        |                   |